# لوري أكرمان
لوري أكرمان (بالإنجليزية: Lourens Ackermann)‏ هو محامي وقاضي جنوب أفريقي، ولد في 14 يناير 1934 في بريتوريا في جنوب أفريقيا.